# 제7회 전국동시지방선거 민주평화당 후보 경선
대한민국 제7회 지방 선거 민주평화당 후보 경선은 대한민국 제7회 지방 선거를 위해 민주평화당의 공직선거후보자를 추천하는 절차를 말한다.

## 광역자치단체장
| 광역자치단체장 | 민주평화당 후보 | 선출 방식 |
| -------------- | --------------- | --------- |
| 광주광역시장   | _               | 무공천    |
| 전라북도지사   | 임정엽          | 전략 공천 |
| 전라남도지사   | 민영삼          | 전략 공천 |

### 광주광역시장
당초 제15대 국회의원과 5.18 시민군 총사령관 출신의 김종배 전 의원을 영입해 전략공천했으나 김 전 의원이 후보자 등록을 하루 앞둔 시점에서 출마의사를 접음에 따라 물리적으로 공천이 불가능해지게 되었고 이에 무공천을 확정했다.

### 전라북도지사
|                                                    |
| 제42·43대 완주군수 (전)김대중 대통령 비서실 행정관 |

### 전라남도지사
| |
| 민주평화당 최고위원 (전)제18대 대통령선거 문재인 캠프 국민통합위원회 전략단장 제4대 서울특별시의원 |

## 기초자치단체장

### 전라북도
| 기초자치단체장 | 민주평화당 후보 | 선출 방식 |
| -------------- | --------------- | --------- |
| 전주시장       | 이현웅          | 경선      |
| 익산시장       | 정헌율          | 단수 추천 |
| 군산시장       | 박종서          | 경선      |
| 김제시장       | 정성주          | 단수 추천 |
| 정읍시장       | 정도진          | 경선      |
| 남원시장       | 강동원          | 단수 추천 |
| 완주군수       | 박재완          | 단수 추천 |
| 진안군수       | 이충국          | 전략 공천 |
| 임실군수       | _               | 무공천    |
| 장수군수       | _               | 무공천    |
| 무주군수       | _               | 무공천    |
| 순창군수       | 홍승채          | 단수 추천 |
| 고창군수       | 유기상          | 단수 추천 |
| 부안군수       | 김상곤          | 단수 추천 |

#### 전주시
|                           |                                                         |
| (전)전라북도 도민안전실장 | (현)전라북도 행정심판위원회 위원 (현)법무법인 드림 대표 |

| 순위 | 이름   | 득표율 |
| ---- | ------ | ------ |
| 1    | 이현웅 | 65.0%  |
| 2    | 엄윤상 | 35.0%  |
| 합계 |        |        |

더불어민주당이 전라북도 지지율을 높여가면서 민주평화당에게 큰 부담을 줬고 이는 후보자에게 출마해봤자 낙선할 것이라는 생각을 들게 하여 전라북도에서 파급력이 큰 전주시의 후보조차 찾지 못하는 형편이며 민주당 압승으로 끝나는 것 아니냐는 우려마저 나오고 있다.  2018년 3월 14일 전라북도의회 세미나실에서 열린 '민주평화당 제16차 최고위원-국회의원 연석회의'에 이은 기자간담회에서 조배숙 대표는 전주시장 후보에 관해선 현재 영입작업 중이며 상황을 봐서 경선을 치를 수도 있다고 밝혔다.
진봉헌 변호사는 민주평화당 전주시장 후보로 추대되면 출마할 생각이 있는 것으로 알려졌고 전북도민일보가 여론조사기관인 조원씨앤아이에 의뢰한 2018년 2월 11일부터 12일까지 진행된 6·13지방선거 전주시장 여론조사에서 10.6%을 받았지만  2018년 3월 15일 엄윤상이 전주시장 예비후보로 등록하고 출마를 공식 선언하자 “당이 위기상황에서 경선을 치르는 것보다 한목소리를 내는 것이 중요하다는 생각한다”고 밝히며 사실상 출마의사를 접었다.
| 조사 기관        | 조사 기간       | 응답 인원 | 더불어민주당 | 더불어민주당 민주평화당 | 민주평화당 | 정의당 | 기타 후보 | 없음   | 모름   | 합계 |
| 조사 기관        | 조사 기간       | 응답 인원 | 김승수       | 이현웅                  | 엄윤상     | 오형수 | 기타 후보 | 없음   | 모름   | 합계 |
| ---------------- | --------------- | --------- | ------------ | ----------------------- | ---------- | ------ | --------- | ------ | ------ | ---- |
| 코리아스픽스     | 3월 24일        | 1,023명   | 37.6 %       | 24.5 %                  | 5.3 %      | 5.7 %  | 7.2 %     | 12.0 % | 7.6 %  | 100% |
| 코리아리서치센터 | 4월 1일-4월 3일 | 706명     | 58.0 %       | 18.6 %                  | 3.4 %      | 5.0 %  | 3.1 %     | 9.6 %  | 2.3 %  | 100% |
| 한국리서치       | 4월 4일-4월 7일 | 500명     | 50.3 %       | 20.0 %                  | 1.9 %      | 미조사 | 3.5 %     | 2.0 %  | 22.3 % | 100% |

그러나 민주평화당 전북도당 공천관리위원회는 “엄윤상 변호사만 공천후보 신청을 한 전주시장은 후보를 추가 공모하기로 했다”며, “언론사 여론조사 지지율이 정당 평균 지지율(5%)을 밑돌아 추가 공모를 결정했다”고 밝혔으며 진봉헌 변호사를 상대로 전주시장 출마에 대해 막판 설득 중에 있다. 한편 중앙당의 적극적인 출마권유로 정진숙 사무처장은 막바지 고민을 했고 끝내 전주시장 출마설과 관련해 전주시장 출마를 위한 준비를 하지 않아 현실적으로 불가능하다며 선을 그었다. 일각에선 지난 지방선거에서 전주시장에 출마했던 임정엽 전 완주군수의 전주시장 출마설이 거론되었으나, 임정엽 전 군수가 민주평화당 전북도지사 후보로 전략공천되면서 수면 아래로 잦아들었다.
2018년 5월 10일, 더불어민주당의 김승수 현 전주시장 단수추천에 반발하여 탈당한 이현웅 전 전북도민안전 실장이 민주평화당에 합류했다. 이날 이 예비후보는 전북도의회에서 기자회견을 열고 "낙후된 전주를 발전시키겠다는 신념으로 민주평화당 입당을 결정했다"면서 "무소속 정치는 한계가 분명하다"며 "중앙의 당을 간다면 민주당의 뿌리 역할을 해왔고 김대중 대통령을 비롯해서 민주정당의 근간인 민주평화당을 가야겠다고 (생각했습니다.)" 밝혔다 이현웅 예비후보의 합류로 민주평화당 전주시장 공천은 경선을 통해 결정될것으로 보인다. 5월 13일, 평화당 전북도당은 이현웅 후보와 엄윤상 후보가 경선에 합의함에 따라 내주 중으로 경선을 치러 후보를 확정하겠다고 밝혔다. 당원 50%, 시민 50% ARS 투표로 2018년 5월 19일 ~ 5월 20일 양일간 실시한 전주시장 경선 결과, 이현웅 예비후보가 종합득표 65.0%(당원 68.4%, 시민 61.6%)를 얻어 종합득표 35.0%의 엄윤상 예비후보(당원 31.6%, 시민 38.4%)를 따돌리고 평화당 전주시장 후보로 확정됐다.

#### 익산시
|                     |
| (현)제39대 익산시장 |

바른정당와 합당에 반대하여 민주평화당 창당추진위원회가 2018년 1월 28일 국회의원회관 대회의실에서 ‘창당 발기인대회’를 개최하였으나 전정희 국민의당 익산갑 위원장과 정헌율 익산시장은 중앙당 창당 발기인으로 참여하지 않아 배경에 이목이 집중됐다. 정치권은 이와 관련 정 시장의 무소속 출마 혹은 추가 합류 가능성을 전망하고 있다. 이후 바른미래당 전라북도당이 출범하면서 유일한 기초단체장이 됐지만 2018년 2월 23일 "호남의 민의와 이익을 대변하지 않는 당에 몸을 담고 있는 것이 시민의 뜻과 맞지 않아 바른미래당을 탈당한다"고 밝혔으며 민주평화당 입당과 무소속 출마를 놓고 고민하고 있는 것으로 전해졌다.
2018년 3월 7일 지방선거에서 익산시장으로 출마하기 위해 민주평화당에 입당할 것이라는 확실시 되고 있다는 소식이 들려왔고 2018년 3월 8일 익산시청 상황실에서 기자회견을 열고 "호남의 민의와 이익을 대변할 민주평화당에 입당하고자 한다"고 밝혔고 2018년 3월 9일 전북 익산시갑 지역위원장으로 임명됐지만 현직 시장과 지방선거 출마자를 지역위원장에 임명하는 것이 정치 도의상 맞지 않는다는 반발도 적지 않았으며 선거운동보다 시정운영과 현안에 몰두하고 있어 타 후보들에 비해 선거운동이 소홀하지 않느냐는 지적도 있었다.
공직후보 공모을 신청해서 2018년 4월 19일 1차 합격했고 2018년 4월 25일 시청 기자실에서 기자회견을 열고 "수많은 도전과 기회를 미래성장의 불씨로 승화시키겠다는 포부를 품고 지방선거에 출마한다"고 밝히며 예비후보 신청했다.
| 조사 기관        | 조사 기간         | 응답 인원 | 더불어민주당 | 더불어민주당 | 더불어민주당 | 더불어민주당 | 더불어민주당 | 더불어민주당 | 국민의당 민주평화당 | 기타 후보 | 없음   | 모름   | 합계 |
| 조사 기관        | 조사 기간         | 응답 인원 | 김대중       | 김성중       | 김영배       | 전완수       | 정현옥       | 황현         | 정헌율              | 기타 후보 | 없음   | 모름   | 합계 |
| ---------------- | ----------------- | --------- | ------------ | ------------ | ------------ | ------------ | ------------ | ------------ | ------------------- | --------- | ------ | ------ | ---- |
| 휴먼리서치       | 1월 6일           | 711명     | 17.1 %       | 5.9%         | 14.0%        | 5.9%         | 6.5%         | 5.6%         | 21.7 %              | 5.6 %     | 17.7 % | 17.7 % | 100% |
| 조원씨앤아이     | 2월 11일-2월 12일 | 502명     | 16.7 %       | 7.3%         | 13.5%        | 9.4%         | 4.8%         | 7.7%         | 21.9 %              | 4.5 %     | 6.3 %  | 8.0 %  | 100% |
| 코리아리서치센터 | 4월 1일-4월 4일   | 502명     | 13.2 %       | 5.2%         | 12.4%        | 9.9%         | 9.5%         | 6.4%         | 33.0 %              | 1.9 %     | 6.3 %  | 2.2 %  | 100% |
| 한국리서치       | 4월 4일-4월 8일   | 500명     | 14.5 %       | 8.4%         | 10.8%        | 6.5%         | 3.6%         | 6.8%         | 31.8 %              | 1.8 %     | 2.0 %  | 13.8 % | 100% |

여론조사가 더불어민주당의 경우 단일후보가 아닌 다자후보 형태를 띠고 공천자가 확정된 이후 익산시장 구도는 크게 달라질 것으로 보이며 지지후보가 없거나 잘 모른다는 부동층 응답이 많아 막판 순위 경쟁의 태풍이 될 가능성이 높다.

#### 군산시
|                       |                         |
| (전)전주지방법원 판사 | (전)연합뉴스 전북지사장 |

| 순위 | 이름   | 득표율 |
| ---- | ------ | ------ |
| 1    | 박종서 | 62.1%  |
| 2    | 김귀동 | 37.9%  |
| 합계 |        |        |

국민의당은 가장 많은 기초의원을 배출한 군산에서조차 대선에서 완패하자 더불어민주당으로 복귀할 것인지, 민주당은 이들의 복당을 받아줄 것인지에 대해 주목받았는데 대선 전 3~4명의 국민의당 시의원이 민주당으로 당적을 옮기려 했다는 소문도 있었고 실제로 국민의당 시의원 1명은 지난 3월 민주당으로 복당하는 등 당 내부가 혼란에 빠지자 이러한 흐름이 계속된다면 사실상 민주당 독주체제가 될 것을 지적받았고 실제로 문동신 시장이 3선 연임 제한으로 출마할 수 없게 되자 더불어민주당의 공천을 받기 위해 여러 후보자들이 복당했다.
한편 국민의당과 바른미래당의 합당이 진행되자 이에 반발하여 1월 16일 군산시의회 박정희 의장과 김우민 운영위원장이 탈당했고 2018년 2월 13일 길영춘, 김영일, 나종성, 서동수, 유선우 의원도 바른미래당에 합류하지 않겠다고 선언하여 바른미래당 창당 불참을 선언하지 않은 의원은 모두 10명이 남았다.
한편 2017년 12월 박종서와 김귀동은 언론과 인터뷰 하면서 출마의지를 확고히 했고 한 달뒤 휴먼리서치에서 진행된 여론조사에서 박종서는 11.3%을 김귀동은 10.2 %을 받았다. 이후 2018년 2월 1일엔 김귀동이 국민의당에서 탈당했고 27일 오전 11시에 박종서가 기자 간담회를 통해 탈당을 공식선언했다. 3월 8일 민주평화당 입당과 함께 군산시장선거 출마를 공식 선언했고 21일 김귀동은 군산시장 출마를 공식 선언했다. 이후 공직후보 공모을 신청했지만 경선 예정임으로 유보됐다.
| 조사 기관        | 조사 기간       | 응답 인원 | 더불어민주당 | 더불어민주당 | 더불어민주당 | 더불어민주당 | 더불어민주당 | 더불어민주당 | 바른미래당 | 바른미래당 | 민주평화당 | 민주평화당 | 무소속 | 무소속 | 기타 후보 | 없다 | 모름/무응답 | 합계 |
| 조사 기관        | 조사 기간       | 응답 인원 | 강성옥       | 강임준       | 문택규       | 박재만       | 이채호       | 조성원       | 강금식     | 진희완     | 김귀동     | 박종서     | 서동석 | 조남종 | 기타 후보 | 없다 | 모름/무응답 | 합계 |
| ---------------- | --------------- | --------- | ------------ | ------------ | ------------ | ------------ | ------------ | ------------ | ---------- | ---------- | ---------- | ---------- | ------ | ------ | --------- | ---- | ----------- | ---- |
| 코리아리서치센터 | 4월 1일-4월 3일 | 500명     | 12.8 %       | 19.2%        | 14.2%        | 18.5%        | 2.6%         | 0.9%         | 1.3%       | 2.6 %      | 2.6 %      | 3.5 %      | 11.6%  | 0.9%   | 0.6%      | 6.3% | 2.3%        | 100% |
| 한국리서치       | 4월 4일-4월 8일 | 500명     | 11.6 %       | 17.9%        | 13.4%        | 18.0%        | 1.8%         | 없음         | 1.2%       | 3.2 %      | 1.7 %      | 3.5 %      | 7.2%   | 0.2%   | 1.7%      | 없음 | 없음        | 100% |

#### 정읍시
|                                              |                                                     |
| (전)3·4·5·6대 정읍시의원 (전)정읍시의회 의장 | (전)3·4·5·6대 정읍시의원 (전)10대 전라북도의회 의원 |

| 순위 | 이름   | 득표율 |
| ---- | ------ | ------ |
| 1    | 정도진 | 58.7%  |
| 2    | 장학수 | 41.3%  |
| 합계 |        |        |

정읍시장의 경우 아직 현직에 맞설 유력후보의 이름이 거론되지 않고 있었고 돌발변수가 없는 한 이 같은 분위기는 지속될 것으로 판단되고 있었으나 20대 총선때 공직선거법 위반으로 기소돼 지난 26일 1심 판결에서 벌금 200만원을 선고받으면서 유남영 정읍농협 조합장, 장학수 정읍시의원 그리고 정도진 전 정읍시의회 의장이 언급되기 시작했지만 일부 후보는 당내 경선에서 낙선할 경우 앞으로 자신의 정치적·사회적 입지에도 상당한 타격이 예상돼 불참할 수도 있으며 민주당과 치열한 접전이 예상된다면 선거 막판 유성엽 의원의 지지를 통해 예측할 수 없는 한판 승부도 가능하다는 분석도 있다. 한편 이들은 언론과 인터뷰를 진행하며 출마의지를 공고히 했다.
이후 이들은 국민의당을 탈당해 민주평화당에 합류했고 2018년 2월 8일 장학수가 출마 선언을 했고 3월 5일에는 정도진도 출마선언했지만 유남영은 2월 20일에 불출마 입장을 밝혔다. 3월 26일 정읍.고창지역위원장을 맡고 있는 유성엽 의원은 “평화당 정읍시장후보를 권리당원 및 일반당원을 포함한 전당원 여론조사 경선을 통해 결정하기로 했다”고 밝혔고 3007명 중 58.66%(1764표)의 지지를 얻어 정도진이 정읍시장 후보로 확정됐다.
| 조사 기관        | 조사 기간         | 응답 인원 | 더불어민주당 | 더불어민주당 | 더불어민주당 | 더불어민주당 | 더불어민주당 | 더불어민주당 | 더불어민주당 | 국민의당 민주평화당 | 국민의당 민주평화당 | 국민의당 민주평화당 | 정의당 | 무소속 | 무소속 | 무소속 | 없다  | 기타 후보 | 모름  | 무응답 | 합계 |
| 조사 기관        | 조사 기간         | 응답 인원 | 김석철       | 김영재       | 유진섭       | 우천규       | 이상옥       | 이학수       | 한명규       | 유남영              | 장학수              | 정도진              | 한병옥 | 강광   | 허준호 | 김용채 | 없다  | 기타 후보 | 모름  | 무응답 | 합계 |
| ---------------- | ----------------- | --------- | ------------ | ------------ | ------------ | ------------ | ------------ | ------------ | ------------ | ------------------- | ------------------- | ------------------- | ------ | ------ | ------ | ------ | ----- | --------- | ----- | ------ | ---- |
| 휴먼리서치       | 2018년 1월 18일   | 521명     | 없음         | 없음         | 6.1%         | 11.5%        | 없음         | 14.4%        | 없음         | 없음                | 9.2%                | 8.8%                | 5.2%   | 11.5%  | 1.9%   | 없음   | 11.1% | 20.2%     | 20.2% | 없음   | 100% |
| 조원씨앤아이     | 2월 11일-2월 12일 | 500명     | 8.2%         | 2.1%         | 10.9%        | 없음         | 없음         | 19.9%        | 4.6%         | 10.9%               | 6.8%                | 없음                | 없음   | 없음   | 없음   | 없음   | 9.5%  | 14.3%     | 12.8% | 없음   | 100% |
| 코리아리서치센터 | 4월 1일-4월 3일   | 505명     | 12.8%        | 8.3%         | 15.7%        | 9.1%         | 2.2%         | 16.1%        | 4.1%         | 사퇴                | 5.6%                | 4.4%                | 2.7%   | 8.6%   | 사퇴   | 0.7%   | 0.9%  | 4.8%      | 4.1%  | 4.1%   | 100% |
| 한국리서치       | 4월 4일-4월 8일   | 500명     | 14.2%        | 5.9%         | 8.9%         | 9.6%         | 1.1%         | 14.0%        | 1.8%         | 사퇴                | 5.7%                | 6.8%                | 2.5%   | 7.0%   | 사퇴   | 1.3%   | 1.1%  | 2.5%      | 17.8% | 없음   | 100% |

기타 후보 지지와 유보 부동층이 상당히 많은 편이기에 부동층의 선택이 최종 승자를 결정할 주된 키로 작용할 가능성이 높다는 분석이 나왔으나 정도진을 비롯한 이상옥, 한병옥은 전북도민일보가 의뢰해 조원씨앤아이가 조사한 여론조사는 공정성이 없고 특정후보를 부각시키기 위한 의혹 등 문제투성이라며 해명을 촉구했다.

#### 김제시
|                                        |
| 5·6·7대 김제시의원 (전)김제시의회 의장 |

국민의당 대선 증거조작 사건이 터지자 김제시장 후보로 거론되었던 나유인 국민의당 전북도당부위원장이 김제지역위원회 일부 당직자 및 당원들과 함께 10일 탈당했고 강병진와 정성주 후보 또한 국민의당 시기부터 김제시장 후보로 거론됐고 2017년 12월 26일 정성주는 언론과 인터뷰를 하며 출마 의지를 강하게 보였으며 강병진은 2월 6일에 민주평화당에 입당했던 것과 달리 정성주는 2월 13일 민주평화당에 입당하여 3월 8일 출마 공식 선언했다. 4월 12일 정성주 후보 지지선언을 하며 사퇴했다. 공직후보 공모을 신청해서 확정됐다.
| 조사 기관        | 조사 기간         | 응답 인원 | 더불어민주당 | 더불어민주당 | 더불어민주당 | 더불어민주당 | 더불어민주당 | 더불어민주당 | 더불어민주당 | 더불어민주당 | 더불어민주당 | 국민의당 민주평화당 | 국민의당 민주평화당 | 무소속 | 무소속 | 없다 | 기타 후보 | 모름  | 무응답 | 합계 |
| 조사 기관        | 조사 기간         | 응답 인원 | 강동룡       | 나유인       | 박준배       | 신성욱       | 오병현       | 유대희       | 이요한       | 이홍규       | 정호영       | 강병진              | 정성주              | 나경균 | 장을규 | 없다 | 기타 후보 | 모름  | 무응답 | 합계 |
| ---------------- | ----------------- | --------- | ------------ | ------------ | ------------ | ------------ | ------------ | ------------ | ------------ | ------------ | ------------ | ------------------- | ------------------- | ------ | ------ | ---- | --------- | ----- | ------ | ---- |
| 휴먼리서치       | 2018년 1월 20일   | 511명     | 없음         | 5.5%         | 24.6%        | 없음         | 없음         | 3.5%         | 없음         | 12.7%        | 23.4%        | 6.1%                | 4.9%                | 2.3%   | 없음   | 6.6% | 10.4%     | 10.4% | 없음   | 100% |
| 조원씨앤아이     | 2월 11일-2월 12일 | 500명     | 없음         | 6.2%         | 23.9%        | 2.4%         | 없음         | 3.3%         | 없음         | 없음         | 27.5%        | 10.3%               | 11.3%               | 없음'  | 없음'  | 4.8% | 4.0%      | 6.4%  | 없음   | 100% |
| 코리아리서치센터 | 4월 1일-4월 3일   | 504명     | 0.5%         | 5.1%         | 32.8%        | 3.1%         | 1.3%         | 2.6%         | 0.5%         | 7.5%         | 26.3%        | 3.5%                | 7.1%                | 1.7%   | 0.2%   | 4.2% | 1.4%      | 2.0%  | 2.0%   | 100% |
| 한국리서치       | 4월 4일-4월 8일   | 500명     | 0.6%         | 3.8%         | 34.1%        | 1.7%         | 1.3%         | 2.2%         | 없음         | 4.2%         | 22.4%        | 4.0%                | 8.4%                | 1.0%   | 없음   | 2.2% | 1.0%      | 13.1% | 1.0%   | 100% |

#### 남원시
|                                                                               |
| (전)제19대 국회의원 (전)제4대 전라북도의회 의원 (전)새정치민주연합 원내부대표 |

국민의당이 바른미래당과 민주평화당으로 분당되고 이 지역 현역의원인 이용호 의원이 무소속으로 남게됨에 따라 기존 유력후보군이였던 김영권, 박용섭 후보가 무소속으로 잔류하면서 뚜렷한 민주평화당 후보군이 거론되고 있지 않았으나 남원에서 제 19대 국회의원을 지낸 강동원 전 의원을 3월 18일 도당차원에서 영입했다. 강 전 의원은 4월 15일 평화당 전북도당에 공직후보자 공모를 신청하여 4월 19일 평화당 남원시장 후보로 단수 추천됐다. 기존 국민의당 후보군으로 분류되던 김영권, 박용섭 후보는 이용호 무소속 의원과 무소속 연대를 구축하기로 하였고 경선을 통해 박용섭 후보가 무소속 연대 남원시장 후보로 확정됐다.
| 조사 기관        | 조사 기간       | 응답 인원 | 더불어민주당 | 더불어민주당 | 더불어민주당 | 민주평화당 | 바른미래당 | 무소속 | 무소속 | 무소속 | 없다/기타/모름/무응답 | 합계 |
| 조사 기관        | 조사 기간       | 응답 인원 | 이환주       | 윤승호       | 이상현       | 강동원     | 최연숙     | 강춘성 | 김영권 | 박용섭 | 없다/기타/모름/무응답 | 합계 |
| ---------------- | --------------- | --------- | ------------ | ------------ | ------------ | ---------- | ---------- | ------ | ------ | ------ | --------------------- | ---- |
| 조원씨앤아이     | 2018년 2월 13일 | 503명     | 24.4%        | 24.0%        | 22.0%        | 없음       | 없음       | 6.6%   | 6.0%   | 2.5%   | 14.5%                 | 100% |
| 코리아리서치센터 | 2018년 4월 4일  | 502명     | 39.1%        | 18.5%        | 14.0%        | 10.8%      | 0.3%       | 없음   | 7.1%   | 4.4%   | 5.7%                  | 100% |
| 한국리서치       | 2018년 4월 9일  | 500명     | 37.2%        | 20.0%        | 11.6%        | 11.3%      | 0.2%       | 없음   | 4.5%   | 3.7%   | 11.6%                 | 100% |

평화당 남원시장 후보로 공천된 강동원 전 의원과 무소속 연대 후보로 확정된 박용섭 후보간 단일화 논의가 이루어지고 있다.

#### 완주군
|                                      |
| (전)전라북도의회 의원 (전)완주군의원 |

분당 이전 국민의당 시기부터 박재완 전북도의원이 완주군수 후보로 사실상 확정된 분위기속에 4월 15일 평화당 전북도당에 공직후보 공모를 신청하여 4월 19일 평화당 완주군수 후보로 단수 추천됐다.완주군수 선거는 더불어민주당에서 공천장을 받은 박성일 현 완주군수와 민주평화당 공천을 받은 박재완 전 전북도의원의 2파전으로 예고되고 있다.

#### 진안군
|                            |
| 제 6·7대 전라북도의회 의원 |

2차례에 걸친 전북지역 공직후보 공모에도 불구하고 1·2차 공모 모두에서 무주·진안·장수·임실 4곳의 단체장 공천 신청자가 없어 진안군수 후보를 내지 못하는게 아니냐는 관측이 존재했으나 더불어민주당 도의원 경선에서 탈락한 이충국 전 전북도의원이 평화당 공천을 받아 진안군수에 도전할 것이라는 관측이 나오고 있다. 이충국 전 도의원은 6,7대 전북도의회 의원과 전라북도 전주장학숙 원장을 지냈다. 이 전 도의원은 민주평화당에 입당 및 공천 서류를 제출한 상태다.
2018년 5월 21일, 민주평화당 중앙선대위는 진안군수 후보로 당 인재영입위가 영입한 이충국 전 전북도의원을 전략 공천했다.

#### 순창군
|                                                                           |
| (전)4·5대 서울시의회 의원 (전)정동영 대통령 후보 경선대책위 성동구 위원장 |

민주평화당 정동영 의원의 고향이기도 한 순창군은 국민의당 시기 군수 후보로 양영수 전 순창군의회 의장과 홍승채 전 서울시의원이 거론되었고 이들 중 양영수 전 의장은 국민의당을 탈당, 더불어민주당에 입당하여 순창군수 경선에 참여했으나 3위로 탈락하였다. 지난 지방선거에서 순창군수에 출마하였던 홍승채 전 서울시의원은 민주평화당에 합류, 4월 15일 평화당 전북도당에 공직후보 공모를 신청하여 4월 19일 평화당 순창군수 후보로 단수 추천됐다.

#### 고창군
|                                                                               |
| 고창미래전략연구소 소장 (전)전북도청 기획관리실 실장 (전)전북도 익산시 부시장 |

#### 부안군
|                                                                             |
| 한국유채생산자연합회 회장 (전)전국농민회총연맹 전북도연맹 부안군농민회 회장 |

### 광주광역시
| 기초자치단체장 | 민주평화당 후보 | 선출 방식 |
| -------------- | --------------- | --------- |
| 동구청장       | 김성환          | 단수 추천 |
| 서구청장       | _               | 단일화    |
| 북구청장       | 이은방          | 단수 추천 |
| 광산구청장     | 이정현          | 단수 추천 |
| 남구청장       | 박용권          | 단수 추천 |

#### 동구
|                                                       |
| (현)광주광역시 동구청장 (전)국무조정실 국정과제관리관 |

#### 서구
이성일 호남매일신문사 사장을 단수 후보로 공천했으나 무소속으로 출마한 임우진 현 서구청장과 단일화함에 따라 후보자 등록을 하지 않았다.

#### 북구
|                                                                            |
| (전)광주광역시의회 의장 (전)제6·7대 광주광역시의회 의원 (전)제5대 북구의원 |

#### 광산구
|                               |
| (전)제7대 광주광역시의회 의원 |

#### 남구
|                                      |
| (전)남구청장 (전)광주광역시의회 의원 |

### 전라남도
| 기초자치단체장 | 민주평화당 후보 | 선출 방식 |
| -------------- | --------------- | --------- |
| 목포시장       | 박홍률          | 단수 추천 |
| 여수시장       | _               | 무공천    |
| 나주시장       | 김대동          | 단수 추천 |
| 순천시장       | _               | 단일화    |
| 광양시장       | _               | 무공천    |
| 담양군수       | _               | 무공천    |
| 곡성군수       | 조상래          | 경선      |
| 구례군수       | 박인환          | 단수 추천 |
| 고흥군수       | 송귀근          | 단수 추천 |
| 보성군수       | _               | 무공천    |
| 화순군수       | 임호경          | 단수 추천 |
| 장흥군수       | _               | 무공천    |
| 강진군수       | 곽영체          | 단수 추천 |
| 해남군수       | 명현관          | 단수 추천 |
| 영암군수       | 박소영          | 단수 추천 |
| 무안군수       | 김호산          | 전략 공천 |
| 함평군수       | 이윤행          | 단수 추천 |
| 영광군수       | 김연관          | 단수 추천 |
| 장성군수       | _               | 무공천    |
| 완도군수       | 박삼재          | 단수 추천 |
| 진도군수       | 장일            | 단수 추천 |
| 신안군수       | 정연선          | 단수 추천 |

#### 목포시
|                     |
| (현)제39대 목포시장 |

#### 나주시
|                                            |
| (전)민선2기 나주시장 제4대 전남도의회 의원 |

## 같이 보기
- 대한민국 제7회 지방 선거
- 대한민국 제7회 지방 선거 더불어민주당 후보 경선
- 대한민국 제7회 지방 선거 자유한국당 후보 경선
- 대한민국 제7회 지방 선거 바른미래당 후보 경선
- 대한민국 제7회 지방 선거 정의당 후보 경선